# Oppositie (astronomie)

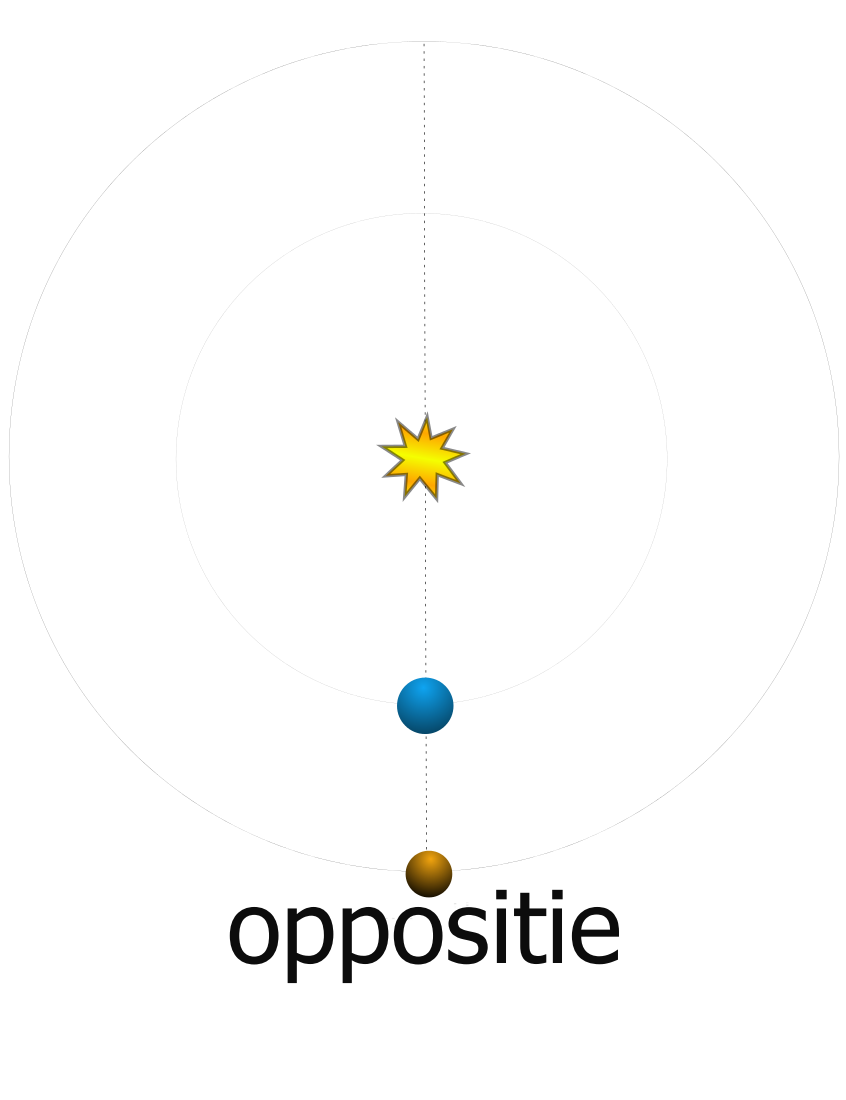
Planeet in oppositie, de Aarde is blauw

Als de Aarde tussen een planeet en de Zon staat, spreekt men van oppositie. Een oppositie is gedefinieerd als een situatie waarin de elongatie van de zon en de planeet gezien vanaf de aarde 180 graden bedraagt. Dit kan alleen voorkomen voor planeten waarvan de baan verder van de zon ligt dan die van de Aarde. Het tegenovergestelde van oppositie is conjunctie.
Objecten in oppositie vertonen het Seeligereffect.